# 蘇國瓓
蘇國瓓，字瑜公，福建晉江縣人，贵州修文籍。明末政治人物、進士出身。

## 生平
崇禎十五年（1642年）舉壬午科貴州鄉試，崇禎十六年（1643年）理論家癸未科進士，二甲四十八名，授山東監察御史。

## 家族
父蘇梦仪；为第三子。